# Stan Brenders
Stan Brenders (* 31. Mai 1904 in Brüssel; † 1. Juni 1969 ebenda) war ein belgischer Pianist, Komponist, Arrangeur und Bigband-Leader im Bereich des Swing und der Tanzmusik.

## Leben und Wirken
Der Pianist und Bandleader Stan Brenders zählt zu den Pionieren des belgischen Jazz. Bereits während des Klavierstudiums am königlichen Konservatorium in Brüssel wurde er mit Preisen ausgezeichnet. Schon früh war er vom New Orleans Jazz beeinflusst; zu dieser Zeit übernahm er den Klavierpart im Orchester von Jeff Candrix. 1927, im Alter von 23 Jahren, gehörte er der Formation Charles Remue and his New Stompers an, die dadurch bekannt wurden, im Juni 1927 die erste Jazz-Schallplatte belgischer Musiker im Stile der New Orleans Rhythm Kings aufgenommen zu haben; sie entstand in den Londoner Edison Bell Studios.
Brenders versuchte sich mit einer eigenen Band im Savoy in Brüssel; 1933 spielte er als erster Pianist im Rundfunk-Sinfonie Orchester Brüssel unter der Leitung von Franz André und als Ende 1935 das Jazz-Sinfonie-Orchester des Radio Brüssels gegründet wurde, trug man Stan Brenders seit Januar 1936 die Leitung des L'Orchestre Jazz de l'INR an. Abends für die Sendung „Eine halbe Stunde für den Jazzliebhaber“ stand eine Auswahl der internationalen Erfolge von Count Basie, Benny Carter, Jimmie Lunceford aus dem im Laufe der Jahre 1500 Titel umfassenden Repertoire auf dem Programm. Erste Plattenaufnahmen erfolgten 1938 in Brüssel für His Master’s Voice („Big Chief 'Swing It'“).
So wurde das Brenders-Orchester rhythmisch sogar mit dem Count Basie Orchestra verglichen. 1939 kam es zu einem internationalen Jazzband-Wettbewerb mit den niederländischen Ramblers von Theo Uden Masman, den allerdings die Ramblers gewannen. Bis zur Besatzung Belgiens durch deutsche Truppen während des Zweiten Weltkrieges spielte das große Tanzorchester Stan Brenders fast ausschließlich US-amerikanische Nummern, ergänzt mit Eigenkompositionen der Solisten oder von Brenders selbst.
Doch 1940 wurde die Musik Brenders’ als „jüdische Negermusik“ diffamiert; so musste er am Rundfunk flämische Weisen interpretieren und sollte sich mit deutscher Operette befassen. Während des Zweiten Weltkrieges stand Brenders’ Orchester in dem Ruf, das modernste Tanzorchester Europas zu sein: er nahm etliche Swingtitel auf, aber auch sinfonische Bearbeitungen für diverse Labels wie Olympia, Rhythme und Brunswick. Stan Brenders gelang es, Ende 1940 mit deutschen Schlagern in modernem Arrangement erste Aufnahmen für die Berliner Telefunken-Schallplatte zu machen; er spielte etliche Stücke ein, wie „Faszination“, „Ja und Nein“, „Wenn man denkt, es ist soweit“ oder 1941 „There’ll Be Some Changes Made“. Seine Komposition „I Envy“ wurde ein Welterfolg, als Nat King Cole das Lied aufnahm.
Ähnlich wie seine deutschen Kollegen auch erfand er Phantasietitel verbotener Stücke und nahm sie teilweise sogar auf Schallplatte auf, so etwa im Mai 1942 „Bal du Rythme“ mit dem französischen Klarinettisten Hubert Rostaing. Ihm gelang es, verschiedene Swing-Stücke durch die Zensur der nationalsozialistischen Besatzungsmacht zu mogeln, u. a. mit die Zensoren verwirrenden Ansagen wie Sept, et avec un combination avec onze für den wirklichen Song „Seven Come Eleven“, der durch die amerikanischen Orchester von Benny Goodman, Teddy Wilson oder Red Norvo bekannt war.
Am 8. Mai 1942 begleitete er mit seiner Band den Gitarristen Django Reinhardt für das belgische Label Rhythme bei acht Stücken, teilweise mit Streicherbegleitung (Dynamisme, Django Rag).
Ansonsten spielte er mit seinem Orchester Tanzmusik. Die letzte Plattensitzung von Stan Brenders erfolgte im Dezember 1943 in Brüssel für Rythme. Als großes Belgisches Jazz-Sinfonie-Orchester nahm das verstärkte Orchester in fast klassischer Besetzung mit zwölf Geigen, drei Bratschen, vier Celli, zwei Bässen, Oboe und Harfe eine Reihe von Stücken auf, die neben Eigenkompositionen auch eine sinfonische Bearbeitung des Hoagy-Carmichael-Klassikers „Stardust“ umfasste; als „Poussière d'étoile“ mit unverfänglichem französischen Titel versehen, konnte die Platte die Zensur der deutschen Besatzer passieren.
Nach Kriegsende wurde er wegen Kollaboration mit der Besatzungsmacht beschuldigt, wodurch er seine Arbeitsmöglichkeit als Bandleader beim Sender INR verlor. In den Nachkriegsjahren hatte er nur selten Gelegenheit, mit größeren Bands zu arbeiten. Nach 1953 trat er – schon gesundheitlich angeschlagen – als Pianist in seiner Brüsseler Bar L'Archiduc auf.

## Diskographische Hinweise
- Stan Brenders und sein Orchester: Modernes Tempo (Antikbüro, ed. 2005)
- Swing Tanzen Verboten! Swing in Belgium and France
- Swing Tanzen Verboten!: Swing Music and Nazi Propaganda
- The Quintessence: Paris-Bruxelles 1934-1943

## Lexikalische Einträge
- Jürgen Wölfer: Jazz in Deutschland. Das Lexikon. Alle Musiker und Plattenfirmen von 1920 bis heute. Hannibal, Höfen 2008, ISBN 978-3-85445-274-4.